# Siwalawa
Siwalawa is een bestuurslaag in het regentschap Nias Selatan van de provincie Noord-Sumatra, Indonesië. Siwalawa telt 1680 inwoners (volkstelling 2010).